# Galatella tatarica
Galatella tatarica — вид рослин із родини айстрових (Asteraceae).

## Біоморфологічна характеристика
Це багаторічна трав'яниста рослина 10–35 см заввишки, рідко павутиниста, ± безволоса, ± утворює кластери. Кореневище товсте, горизонтальне, стебла нечисленні чи одиночні, розгалужені у верхній частині. Стебел кілька, прямовисні чи висхідні. Листки від лінійних до лінійно-ланцетних чи довгасто-лінійних, 10–40 × 1.5–4 мм, обидві поверхні чи тільки адаксіальна ржаво-залозисто-крапчаста, шершава, 1-жилкова, верхівка тупа (іноді з дрібним кінчиком), Квіткові голови численні у щільних щиткоподібних суцвіттях, 8–10 мм. Обгортка приквітків коротко-циліндрична чи зворотно-конічна, 3.5–5 мм; приквітки у 3 чи 4-рядах, жовтувато-зелені. Дискових квіточок 5–10, блідо-жовті, трубчасті, 5–6 мм. Сім'янки довгасті, 3–4 мм. Папус коричневий, 5–6 мм. Цвітіння: липень — вересень.

## Середовище проживання
Зростає у в Україні, Росії [євр. + аз.], зх. Казахстані, пн. Сіньцзяні (Китай).
Населяє солонці, степи, сухі кам'янисті схили; на висотах до 1200 метрів.

## Синоніми
Синоніми: Aster tarbagatensis (K.Koch) Merxm., Aster tataricus (Less.) Turcz., Chrysocoma tatarica Less., Crinitaria tatarica (Less.) Soják, Crinitina tatarica (Less.) Soják, Linosyris glabrata DC., Linosyris tarbagatensis K.Koch, Linosyris tatarica (Less.) C.A.Mey.